# Becontree (wijk)
Becontree is een wijk in het Londense bestuurlijke gebied Barking and Dagenham, in de regio Groot-Londen.
In deze wijk ligt het metrostation Becontree.